# Acherontia myosotis
Acherontia myosotis är en fjärilsart som beskrevs av Karl Schawerda 1919. Acherontia myosotis ingår i släktet Acherontia och familjen svärmare. Inga underarter finns listade i Catalogue of Life.